# 비스마르크 제도

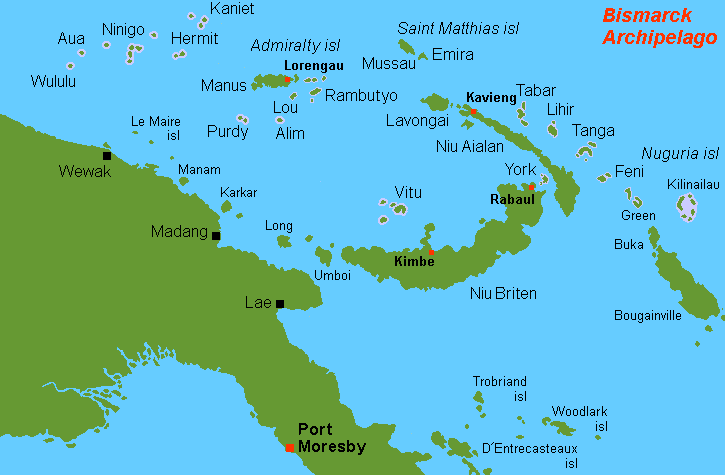
비스마르크 제도

비스마르크 제도(Bismarck Archipelago)는 서태평양 뉴기니섬의 북동부 해안의 섬들로 파푸아뉴기니의 일부를 구성하고 있다. 총 면적 약 49,700km2에 대부분 화산섬을 포함하고 있다.
주요 섬들은 다음과 같다.
- 뉴브리튼섬
- 뉴아일랜드섬
- 애드미럴티 제도